# Soera De Uitgezondenen
Soera De Uitgezondenen is een soera van de Koran.
De soera is vernoemd naar de eerste aya waar gezworen wordt bij hen die zijn uitgezonden. Er wordt telkenmale herhaald dat het Laatste Oordeel zeker zal komen en dat zij die dat niet geloven zijn gewaarschuwd.

## Bijzonderheden
Aya 48 zou zijn geopenbaard in Medina.